# Mysz cypryjska
Mysz cypryjska (Mus cypriacus) – gatunek małego ssaka z rodziny myszowatych. Występuje endemicznie na Cyprze.

## Systematyka i pochodzenie
Mysz cypryjska została uznana za nowy gatunek w 2004 przez Thomasa Cucchiego, pracownika naukowego przebywającego na stypendium badawczym na Uniwersytecie w Durham. Gatunek został formalnie opisany w 2006, miejsce typowe to wieś Alasa. Jest to gatunek siostrzany myszy macedońskiej (Mus macedonicus), wywodzący się od wspólnego przodka, ale odizolowany genetycznie od populacji kontynentalnej od środkowego plejstocenu. Analizy genetyczne oraz szczątków subfosylnych ujawniły, że mysz ta po raz pierwszy pojawiła się na Cyprze 9–10 tysięcy lat przed człowiekiem, najprawdopodobniej dryfując tam przypadkiem na naturalnej tratwie. Po dotarciu na Cypr, odseparowana przez Morze Śródziemne od populacji myszy kontynentalnych, rozwinęła się w oddzielny gatunek, przystosowując się do lokalnego środowiska.

## Występowanie
Gatunek występuje jedynie na Cyprze, typowo na wysokościach od 300 do 500 m n.p.m. Jego siedliskiem są opuszczone tarasy rolnicze, roślinność z mozaiką terenów trawiastych, zakrzewionych i upraw winorośli. Występuje także na mniejszych wysokościach (100–105 m n.p.m.), w zalesionych dolinach rzek, gdzie jest syntopiczna z myszą pospolitą (Mus musculus domesticus). Nie jest spotykana na nizinach poniżej 100 m n.p.m., gdzie aktywność człowieka jest największa i myszy pospolite dominują. Jako jedyny endemiczny gryzoń wysp Morza Śródziemnego przetrwała ekspansję człowieka i gatunków przybyłych wraz z nim (poza nią ze ssaków przetrwały tylko dwa endemiczne gatunki zębiełków), co czyni z niej „żywą skamieniałość”.

## Wygląd
Mysz cypryjska to niewielki gryzoń. Jej głowa z tułowiem ma długość 70–95 mm, ogon jest nieco krótszy od ciała, ma długość 63–92 mm, długość ucha wynosi 13,6–16,8 mm natomiast długość tylnej stopy wynosi 15,1–19 mm; osiąga masę ciała 11,5–24 g. Mysz ta ma brązowy wierzch ciała (umaszczenie aguti) i białawy brzuch, różowawe stopy i dłonie. Oczy są duże, wypukłe. Samica ma pięć par sutków. Charakteryzuje się większą głową, oczami, uszami i zębami w porównaniu z innymi europejskimi myszami.

## Populacja
Mysz cypryjska może być dosyć liczna w sprzyjającym środowisku, nie są znane zagrożenia dla tego gatunku. Dostępność siedlisk może się zmniejszyć ze zmianami polityki rolnej na Cyprze, rozwojem zabudowy i turystyki. Wielkość populacji i trend jej zmian nie są znane. Mysz cypryjska jest uznawana za gatunek najmniejszej troski.